# Cross Road Blues
A Cross Road Blues (vagy egyszerűen „Crossroads”) egy delta blues dal, amelyet Robert Johnson amerikai blueszenész írt és rögzített 1936-ban. Johnson szólódarabként adta elő énekkel, akusztikus gitárral kísérve magát. A dal a Robert Johnson-mitológia részévé vált, mivel arra a helyre utal, ahol állítólag eladta lelkét az ördögnek zenei tehetségéért cserébe.
A blueszenész Elmore James 1954-ben és 1960-1961-ben elővette a dalt. Az angol Cream együttes az 1960-as évek végén „Crossroads” címmel népszerűsítette a dalt. Blues rock interpretációjuk sok feldolgozást ihletett, és a Rock and Roll Hall of Fameen az egyik lett az „500 dal, amely alakította a rock and rollt” között. A Rolling Stone a magazin „Minden idők legfontosabb gitárfelvételei” listáján a harmadik helyre helyezte, elismerve ezzel Eric Clapton előadását.

## Híres felvételek
- Robert Johnson
- Elmore James
- The Hamsters
- Ibex
- Cream
- The Doors
- Bob Dylan
- Cowboy Junkies
- Derek and the Dominos
- Dion DiMucci
- Free
- Elmore James
- Lynyrd Skynyrd
- Jimi Hendrix
- Journey
- Rush
- Ten Years After
- Van Halen
- Robin Trower
- Steve Miller Band
- Molly Hatchet
- Stephen Stills
- Jeff Berlin
- John Mayer
- Racer X
- Ry Cooder
- Eric Clapton
- Cyndi Lauper